# Grotte-émergence de Saint-Maurin
La grotte-émergence de Saint-Maurin est une cavité située sur la commune de La Palud-sur-Verdon dans les Préalpes de Digne, département des Alpes-de-Haute-Provence. La cavité s'ouvre dans les gorges du Verdon au-dessus du site paléochrétien des grottes de Saint-Maurin creusées dans les tufs calcaires. 

## Spéléométrie
La dénivellation de la cavité est d'environ 42 m, pour un développement d'environ 250 m. Il existe une partie noyée (de -7 à -42) accessible seulement aux plongeurs équipés de scaphandres autonomes et rompus aux techniques de la plongée souterraine.

## Géologie
La cavité s'ouvre dans les calcaires du Jurassique.

## Histoire et mentions anciennes
En 1636, l'historien des évêques de Riez, Simon Bartel, dans son Sancti Fausti episcopi regiensis apologia donne une image assez inquiétante des grottes de Saint-Maurin : « un ermitage se trouve à côté de la grotte ; celle-ci est effrayante et à peu près pas fréquentée, en raison du violent fracas qui s’y fait souvent et par lequel les habitants voisins sont dans l’usage de prévoir de façon à peu près sûre les tempêtes ou les orages imminents ».
La grotte-émergence est connue pour ses crues depuis longue date. En effet, ses eaux alimentent les terrasses de tufs calcaires de Saint-Maurin cultivées par les moines depuis le Ve siècle.

## Description
En période d'étiage, à une cinquantaine de mètres de l'entrée on trouve au fond un petit lac. Ce lac, situé à la cote -7, est en fait un siphon plongé jusqu'à la profondeur de -35 m.
Claude Fighiera, du Club Martel de Nice, suggère que les eaux du plateau de Barbin résurgent à Saint Maurin.

## Accident
Le 1er décembre 1985, le plongeur José Farchica trouve la mort par essoufflement vers -30 m dans le siphon de la grotte-émergence de Saint-Maurin.
J. Farchica était membre du Groupe Spéléologique de Montpeyroux (Hérault), mais habitait Toulon et était venu dans les gorges du Verdon avec des spéléologues varois.